# Savoia-Marchetti SM.81
Die Savoia-Marchetti SM.81 „Pipistrello“ (dt. „Fledermaus“) war ein dreimotoriges Transportflugzeug des italienischen Herstellers Savoia-Marchetti, das auch als Bomber eingesetzt wurde. Der Tiefdecker verfügte über ein festes Spornradfahrwerk.

## Entwicklung
Die Konstruktion der SM.81 beruhte auf dem 18-sitzigen Passagierflugzeug SM.73. Der Erstflug der militärischen SM.81 erfolgte am 8. Februar 1935. Bis 1938 wurden 530 Stück gebaut. Während des Italienisch-Äthiopischen Krieges war das Muster bereits im Truppendienst bei der Regia Aeronautica. Im Spanischen Bürgerkrieg wurde die SM.81 als erstes Bombenflugzeug der Nationalisten eingesetzt.

## Einsatz
Bei Eintritt Italiens in den Zweiten Weltkrieg standen noch etwa 300 Maschinen dieses Typs, obwohl mittlerweile veraltet, im Truppendienst. So wurde sie tagsüber vorwiegend als Transport- und Verbindungsflugzeug eingesetzt. Als Nachtbomber blieb sie jedoch noch einige Zeit in ihrer angestammten Rolle, insbesondere beim Afrikafeldzug. Im Juli 1941 wurde eine kleine Anzahl zur Unterstützung des deutschen Angriffes auf die Sowjetunion an die Ostfront geschickt.
Trotz ihrer Unzulänglichkeiten blieb die Maschine während des gesamten Zweiten Weltkriegs im Einsatz, einige wenige Exemplare verblieben bei der neu gegründeten Aeronautica Militare Italiana bis etwa 1950.

## Varianten
Die SM.81B war eine zweimotorige Variante, die nach Rumänien geliefert werden sollte. Es wurde nur ein Prototyp hergestellt, der jedoch nicht befriedigte.

## Militärische Nutzer
- Königreich Italien:
  - Regia Aeronautica
  - Italian Co-Belligerent Air Force
- Italienische Sozialrepublik
  - Aeronautica Nazionale Repubblicana
- Italien
  - Aeronautica Militare Italiana nach dem Krieg
- China
- Spanien

## Technische Daten
| Kenngröße             | Daten                                            |
| --------------------- | ------------------------------------------------ |
| Besatzung             | 6                                                |
| Länge                 | 18,30 m                                          |
| Spannweite            | 24,02 m                                          |
| Höhe                  | 4,89 m                                           |
| Flügelfläche          | 93 m²                                            |
| Flügelstreckung       | 6,2                                              |
| Leermasse             | 6.500 kg                                         |
| max. Startmasse       | 10.000 kg                                        |
| Höchstgeschwindigkeit | 314 km/h in 4.000 m                              |
| Dienstgipfelhöhe      | 7.000 m                                          |
| Reichweite            | 1.990 km                                         |
| Triebwerke            | 3 × Piaggio P.IX RC 40 zu je 412 kW (560 PS)     |
| Bewaffnung            | 4–5 MG, Kaliber 7,7 mm, 1000 kg Abwurfbewaffnung |